# 9995 Алует
9995 Алует (4805 P-L, 1981 EP22, 9995 Alouette) — астероїд головного поясу.
Тіссеранів параметр щодо Юпітера — 3,514.